# Průplav přes Viselskou kosu
Průplav přes Viselskou kosu, polsky Kanał przez Mierzeję Wiślaną a oficiálně Kanał żeglugowy Nowy Świat („Lodní průplav Nový Svět“) je umělá vodní cesta v Polsku v Pomořském vojvodství propojující Gdaňský a Viselský záliv v Baltském moři. Jde o přímé hladinové spojení o délce 1,5 km, kterým mohou proplouvat lodě o ponoru až 4 metry a šířce až 20 metrů. Byl otevřen roku 2022. Jeho hlavním účelem je umožnit plavbu mezi polskými teritoriálními vodami a přístavy v Gdaňském a Viselském zálivu bez nutnosti proplouvat ruskými vodami v Kaliningradské oblasti, kde je u Baltijsku jediné přirozené spojení Viselské laguny s volným mořem. Cesta se tím navíc zkracuje asi o 100 km.
Prokopáním průplavu se většina Viselské kosy stala de facto ostrovem, se zbytkem polského území je spojena dvojicí pohyblivých mostů na silnici č. 501. Z materiálu vykopaného při stavbě byl ve Viselském zálivu nedaleko vesnice Przebrno vybudován umělý ostrov ve tvaru oválného prstence, který by měl sloužit jako ptačí hnízdiště. Nazývá se Wyspa Estyjska („Aestský ostrov“).